# Joseph Woelfl
Joseph Johann Baptist Woelfl, fins al 1790 escrit Wölfl, (Salzburg, Àustria, 1772 - Londres, Regne Unit, 21 de maig de 1812) fou un compositor austríac.
Fou deixeble de Leopold Mozart, el pare del gran Mozart, i de Michael Haydn germà de Joseph Haydn, distingint-se ben aviat com a pianista i sobretot com improvisador, aspecte aquest en el que s'assegura avantatjava a Beethoven. De 1792 a 1794 residí a Varsòvia i després, fins al 1798, a Viena. En aquells temps casà amb la cantant Teresa Klemm, amb la que emprengué una sèrie de viatges de concerts per Alemanya, i després, el 1801, es traslladà a París, on fou objecte de les majors consideracions per part de les personalitats artístiques de l'època, tenint en la capital francesa diversos alumnes entre ells l'anglès Cipriani Potter, fins que tingué la desgràcia d'entaular amistat amb el cantant Ellmenreich, jugador fora de mida i trampós, que l'arrossegà primer a la ruïna i després a la deshonra, veient-se obligat a escapolir-se per no caure en mans de la policia.
A partir de llavors va viure errant i en la misèria, malgrat que continuà publicant les seves obres. Com a compositor fou molt apreciat dels seus coetanis, que el consideraven digne de rivalitzar amb Beethoven, però la posteritat no ha confirmat aquest judici. Dotat de gran fecunditat, les seves composicions són nombroses, però d'elles només citarem:
- 7 Concerts per a piano.
- 2 Simfonies,
- 9 Quartets, per a instruments d'arc.
- 15 Trios, per a piano i instruments d'arc.
- 22 Sonates, per a violí.
- 36 Sonates, per a piano.
- Nombroses obres de concert.
- Variacions i fantasies per a piano.
- Lieder, amb text alemany i anglès.
- La surprise de Diane, ball.
- Alzire, ball.

## Òperes
- Der Kopf ohne Mann.
- Der Höllenberg.
- Das Schöne Milkmädchen.
- Das trojanische Pferd.
- Lieben Macht Kurzen Process.
- L'amour romanesque.
- Fernand.